# Klánháború
A Klánháború (eredetileg Die Stämme) egy internetes valós idejű stratégiai játék, melyben (mint a többi stratégiai játékban) a játékos katonákat toborozhat, falvakat építhet és rombolhat le, vagy foglalhat el; klánt alapíthat, vagy beléphet egy már meglévő klánba.

## A játékmenet
A játékos induláskor választ egy vagy több térképet (világot – ld. ott) – majd az adott térképen egy kisebb régiót. A régióban ekkor megkap egyet az ott lévő, véletlenszerűen létrejövő falukezdemények közül. Ezt kell fejlesztenie, kiépíteni és fejleszteni a nyersanyagtermelést (farmok v. tanyák), a katonaságot és hadi gépeket gyártó létesítményeket, valamint a védelmi építményeket (falak). Az épületek építése meghatározott időt vesz igénybe, és meghatározott nyersanyagmennyiséget – a fejlettség növekedésével egyre többet – igényel. A nyersanyagtermelő létesítmények automatikusan, bizonyos sebességgel, nyersanyagot (fát, agyagot és vasat) termelnek, ezeket lehet felhasználni.
A nyersanyagszükségletet nemcsak termeléssel, hanem, a katonaság létrejötte után, más gazdátlan, vagy akár lakott falvak fosztogatásával is lehet fedezni. Ehhez a katonaságot egyszerűen oda kell rendelni az illető faluba.
A falvak lakottak, vagy gazdátlanok lehetnek. A gazdátlan falvak részben állandó jelleggel létrejönnek a térkép lakatlanabb területein, részben pedig úgy alakulnak ki, hogy volt gazdáik bármilyen okból, abbahagyják a játékot az adott világban. Ezt a térképen a falut jelző szürke pont lassú színváltozása jelzi. A gazdátlan faluban maradt épületek továbbra is termelnek nyersanyagot, ezt lehet elrabolni. Ha egy akár lakott, akár lakatlan faluban katonasággal találkoznak a fosztogató csapatok, akkor bizonyos veszteség éri mindkét felet, vagyis kulcsfontosságú a felderítés és a nyereség/veszteség arány figyelembe vétele. A fosztogatással szerzett rendszeres nyersanyagbeszerzést farmolásnak nevezik a játékosok.
Ha egy ellenséges vagy gazdátlan faluban nem maradt számottevő katonaság, akkor – egy speciális, igen drága egység (főnemes) segítségével – a falut el lehet foglalni. Elvileg korlátlan számú falu kerülhet egy játékos birtokába. Újabb és újabb falvak elfoglalásával egyre nagyobb számú katonaságot lehet egyre gyorsabban kiképezni, a tulajdonos így igencsak megerősödhet.
A Klánháborúban lehetőség van szövetségre lépni más játékosokkal. Így keletkeznek a klánok. A klánok falvai támogathatják egymást katonasággal, és a nyersanyagokat is megoszthatják.
A játékosnak, illetve klánjának minél több pontot kell összegyűjtenie, azaz minél erősebbé válnia. A pontszám a falvak fejlesztésével és más falvak elfoglalásával növelhető.

### Világok
A világok lényegében azok a pályák, ahol a cselekmény lejátszódik. Ezek között a világok között semmiféle összefüggés nincs. Minden világ fel van osztva 10×10 kontinensre, melyek nullától 99-ig számozódnak. Egy ilyen kontinens 100×100 mezőt tartalmaz. Ezeken a mezőkön találhatók a falvak, ezek meghatározására a mezők hosszúsági és szélességi koordinátáit használják, de ettől függetlenül bárhogy elnevezhetünk egy falut. A játék programja a falvakat véletlenszerűen helyezi el, csupán az égtájat lehet megválasztani induláskor (nem feltétlenül választható tetszőleges égtáj egy időben, mert a program törekszik a falvak egyenletes elhelyezésére).
Léteznek ún. bónuszfaluk is, melyek szintén véletlenszerűen jelennek meg a térképen. A bónuszfalvak különböző plusz képességekkel rendelkeznek, magasabb bennük a nyersanyagtermelés, vagy gyorsabb a kiképzés.

### A falvak
Minden játékos regisztráláskor kap egy falut, amit fejlesztenie kell. A fejlesztéshez elengedhetetlen a nyersanyag, melyből háromféle található:
- Fa
- Agyag
- Vas

Ezekből lehet katonákat és épületeket fejleszteni, építeni. Egy adott épület létrehozásához nem elég pusztán a szükséges nyersanyag megléte, hanem az is kell, hogy eleget tegyen a játékos az építéshez szükséges egyéb feltételeknek (pl. egy barakkhoz egy 3-as szintű főhadiszállás szükséges).
A tanya is fontos a játék menetében, mert ez gyártja az élelmet, mely ellátja a falu lakosait. Ennek fejlesztési szintje határozza meg a népességszámot, amelyet a falu el tud tartani. Az épületek többségében is vannak lakosok, ez is beleszámít a tanya kapacitásába. Minél több épületet fejlesztünk minél magasabb szintre, annál kevesebb hely jut a katonák számára. Ezért nem érdemes mindent kiépíteni minden faluban, mert háborús játék lévén a katonák száma lényegesebb.
A bónuszfaluk nem egyenletes eloszlásúak. A bónuszfaluk extra képességei:
- 100%-kal több fakitermelés
- 100%-kal több agyagkitermelés
- 100%-kal több vaskitermelés
- 30%-kal több nyersanyag kitermelés (minden nyersanyagból)
- 50%-kal nagyobb raktárkapacitás és kereskedőszám
- 50%-kal gyorsabb képzés a műhelyben
- 33%-kal gyorsabb képzés a barakkban
- 33%-kal gyorsabb képzés az istállóban
- 10%-kal több népesség

(A legtöbb bónuszfalu csak egyet tud ezen képességek közül).

### Épületek
- Főhadiszállás: Itt lehet épületeket építeni, vagy fejleszteni. A főhadiszállás szintje egyrészt befolyásolja a többi épület fejlesztésének a gyorsaságát, másrészt több épülethez hasonlóan bizonyos szintet el kell érni, hogy egyes épületeket elkezdhessünk fejleszteni, illetve céljának megfelelően használni tudjunk.
- Barakk: Ez az alapvető katonatoborzó épület. Itt lehet lándzsás, kardos és bárdos katonát, illetve íjászt kiképezni; minél magasabb szintű, annál gyorsabban.
- Istálló: Itt lehet lovas katonákat toborozni: felderítőt, könnyűlovast, lovasíjászt és nehézlovast; minél magasabb szinten van az épület, annál gyorsabban.
- Műhely: Itt lehet ostromgépeket építeni: faltörő kost, és katapultot. (Minél magasabb szinten van a műhely, annál gyorsabban.)
- Első Templom: Vallási sugara egy 2. szintű Temploménak felel meg. Lebontható, és újra felépíthető mindaddig, amíg nem építünk másik templomot. Lerombolni viszont nem lehet.
- Templom: Ez az épület határozza meg a vallás hatókörét. 3 szintig fejleszthető, minden szintnél nő a hatóköre. Rengeteg helyet foglal a tanyából, így nagyon érdemes végiggondolni az elhelyezésüket. Vallás nélkül a falvak egységei feleakkora harci erővel harcolnak (Viszonyításképp: a barbár, gazdátlan falvakban lévő egységek mindig 100% harci erővel védekeznek). A templom lebontható, és le is rombolható, de nagyon nehezen, más épületekhez képest sokkal több katapultra van szükség.
- Akadémia: Itt lehet főnemest képezni. Ezzel a katonával képes egy játékos elfoglalni egy másik játékos uralma alatt álló falut.
- Kovácsműhely: Itt lehet technológiákat kifejleszteni, amelyek lehetővé teszik újfajta egységek képzését. Némely világokon a fejleszthető technológiák száma véges (általában 15), és ezzel együtt az egységek is különböző szintre (általában 3) fejleszthetőek.
- Gyülekezőhely: Innen lehet parancsokat kiadni a katonáknak. Itt lehet ellenőrizni, hogy melyik csapat megy harcolni, és melyik jön épp haza.
- Szobor: Itt lehet lovagot kiképezni – ez egy különlegesen erős egység. (Egy játékosnak maximum egy lovagja lehet, még akkor is, ha több falvában is van szobor). Egyes világokban nem építhető, így ezekben lovagok sincsenek.
- Piac: Itt lehet kereskedni más játékosokkal. Minél magasabb szinten van, annál több kereskedő áll rendelkezésedre.
- Bányák: Ezek látják el a falut nyersanyagokkal. Minél magasabb szintűek ezek az épületek, annál gyorsabb a termelés.
  - Fatelep: Itt történik a fakitermelés.
  - Agyagbánya: Itt történik az agyagkitermelés.
  - Vasbánya: Itt történik a vaskitermelés.
- Tanya: Ez gyártja az élelmet, amely ellátja a falut. A maximálisan elérhető népességszám 30. szintű tanyánál 24000 fő. Ez talán a legfontosabb, és egyben legdrágább épület.
- Raktár: Itt lehet tárolni a megtermelt vagy zsákmányolt nyersanyagot. Minél magasabb szintre fejlődött az épület, annál több nyersanyagot lehet benne tárolni.
- Rejtekhely: A rejtekhelyen tárolt nyersanyagokat az ellenséges fosztogató csapatok nem tudják megkaparintani, sőt azt az ellenség felderítői sem látják. Minél magasabb a szintje, annál többet képes tárolni. A csapatok elrejtésére azonban nincsen mód.
- Fal: Minél magasabb szintű, annál nagyobb a település alapvédettsége. A védő seregek védekező értékét is megnöveli.

### Egységek
Az egységeket többféleképpen csoportosíthatjuk.
- Támadó és védő egységek.
- Gyalogos és lovassági egységek.
- Különleges egységek, melyek speciális feladatra használatosak legfőképp támadás során.

Ezek lehetnek katonák, illetve különböző ostromgépek. Tanyakapacitás szerint nem azonos értékkel bírnak.
Nincs kimondottan jobb vagy rosszabb egység. Mindegyik bizonyos célra a legjobb, másra viszont kevésbé vagy nagyon gyenge hatásfokkal alkalmazható. Védekező és támadó erő számításában figyelembe kell venni a tanya kapacitását is. Nem lehet azt mondani, hogy például a nehézlovas jobb támadó, mint a könnyűlovas, mert az előbbi 6 főnyi helyet foglal a tanyából, az utóbbi viszont csak négyet. Ebből adódóan a könnyűlovas 1 főre számolva nagyobb támadóerővel rendelkezik.

#### Gyalogság
- Lándzsás: Már a játék kezdetekor fejlesztés nélkül képezhető. Támadásban gyenge, de lovasok ellen kitűnő védő, gyalogsággal szemben viszont gyenge. Támadásban főleg a játék kezdeti szakaszában használatos. Sebessége: 18 percenként 1 mező. 25 nyersanyagot bír el.
- Kardforgató: Erősebb támadó, mint a lándzsás, de ez nevezhető a másik alapvető védő egységnek a lándzsás mellett. A gyalogság ellen kitűnő védelmet nyújt, de lovasság ellen gyenge védő. Támadóereje közepesnek mondható, tanyakapacitást figyelembe véve nagyjából megegyezik a nehézló támadó és védő értékeivel, de annál valamivel erősebb. Hátránya a nehézlóval szemben a sebessége (értsd: ennek hiánya): sebessége 22 perc mezőnként, így a leglassabb egység a gyalogságban. 15 nyersanyagot bír el.
- Bárdos: A legerősebb támadóértékkel bíró egység, de védekezésre szinte alkalmatlan. A lándzsással azonos sebességű, de csak 10 nyersanyagot bír el.
- Íjász: A legerősebb védőértékű egység, támadásban viszont nem ajánlatos használni. Egyesíti magában a lándzsás és a kardos védő értékeit mind gyalogság, mind lovasság ellen. Legnagyobb gyengéje viszont a lovasíjász támadó egységek elleni védelme..

#### Lovasság
- Felderítő: Harcértéke nincs. Feladata más falvak egységeiről, épületeiről információkat gyűjteni. A felderítőket könnyű megölni, így ajánlatos nagyobb csapatban küldeni őket, hogy eredményesek legyenek. Minél több felderítőegység marad életben támadás után, annál több információt szolgáltatnak. Védekezni ellene szintén csak felderítővel lehet. Védekezőként felderítőkkel szemben nem esik el, csak más támadó egységek ellen. Sebessége 9 perc mezőnként, teherbírása nincs. Tanyaigénye 2 fő.
- Könnyűlovas: A bárdos mellett a másik legfőbb támadóegység. Gyors, teherbírása a második legjobb tanyaigényét figyelembe véve. 80 nyersanyagot képes hozni, ezért fosztogatásra is kiváló. Sebessége 10 perc mezőnként, tanyaigénye 4 fő.
- Lovasíjász: Közepesen erős támadó, de a legjobb hatásfokkal semlegesíti a védekező fél íjászait. Támadó csapatokban kisebb létszámban ajánlatos küldeni. Teherbírása 50 nyersanyag, sebessége 10 perc mezőnként. Tanyaigénye 5 fő. Egyes világokban nem elérhető.
- Nehézlovas: Ez az egység sok vitára ad okot még az igazán profi játékosok között is. Egyesek szerint szükségtelen és magas költségei miatt pazarlás, mások szerint nélkülözhetetlen. Egy igazi Jolly Joker. Nincs olyan, amiben ne lenne jó, de minden téren van erősebb megfelelője. Tanyaigény tekintetében támadóereje alatta marad a könnyűlónak, védekezőereje pedig kisebb, mint a kardosé. Valódi értéke főleg védekezésben mutatkozik meg, mikor kevés idő alatt nagy védőerőt kell mozgósítani. Sebessége 11 perc, mezőként, teherbírása 50 nyersanyag, tanyaigénye 6 fő.

#### Ostromgépek
- Faltörő kos: A támadó csapatait segíti az ellenfél falának lerombolásával. Védekező értéke gyakorlatilag nincs.
- Katapult: Leginkább az ellenfél épületeinek lerombolására használatos, de védőként is ideális. Lovaggal és a hozzá való fegyverrel együtt a legerősebb védekezőegység.

#### Főnemes
A legdrágább, leglassabb, és a legnagyobb tanyakapacitást igénylő (100 fő) egység. Emellett a legmagasabb épületszint igénye is a nemesnek van.
- 20 szintű Főhadiszállás
- 20 sz. Kovácsműhely
- 10 sz. Piac
- 1 sz. Akadémia.

Kiképzése az Akadémián történik, nagyon bonyolult rendszere van, ráadásul világonként eltérhet. Annyi egységesen elmondható, hogy a nemes kiképzési ára megegyezik , illetve minden következő nemeshez egyre több nyersanyagot kell tartalékolni, valamint ún. aranyérméket veretni.
Miután kész vannak a szükséges épületek, az akadémiában tudunk érmét verni, vagy ennek megfelelő nyersanyag mennyiséget tartalékba tenni. Az első nemeshez egy érme, a másodikhoz kettő szükséges, és így tovább. Ez a nyersanyag már nem vonható vissza, és nem ruházható át. Bizonyos világokon ha a nemes harcban, dolgavégezetlenül hal meg, az elraktározott nyersanyag megmarad, és csak a kiképzési árát kell újra kifizetni. Azokon a világokon, ahol az akadémia csak egy szintből áll, bármennyi nemest képezhetünk benne, ahol viszont több (általában 3) szintre fejleszthető, csak meghatározott számú nemest tudunk képezni, általában szintenként egy nemes képezhető. Az elraktározott tartalék nem falutól, hanem játékostól függ, azaz bármely faluban is tesszük el a tartalékot, illetve nyomjuk az érmét, másik faluban is képezhetjük a nemest, sőt, amelyik akadémiában már nem tudunk nemest képezni, tartalékot még ott is rakhatunk el.
A főnemesnek egy feladata van, a kiszemelt falu elfoglalása. Minden támadás során csökkenti a támadott falu hűségét, 20-35% között. Ha a hűség lecsökken nullára, a nemes elfoglalja a falut, amely a támadó játékos tulajdonába kerül, majd a nemes megszűnik létezni. A támadó csapat többi egysége a frissen foglalt faluban marad (hacsak a támadó vissza nem hívja).

#### Lovag
Minden játékosnak csak 1 lovagja lehet. Ha meghal, a szobornál lehet újat kinevezni. Ehhez természetesen szükséges az is, hogy az adott faluban legyen szobor. Tanyakapacitását (10 fő) figyelembe véve nem egy erős egység, viszont az általa megszerezhető fegyverek nagyban növelik a vele egy támadó csapatban lévő más egységek, illetve a vele egy faluban lévő védekező katonák erejét. Védekezésnél még a más játékosok egységeire is hatással van, erősítés küldésekor pedig van még egy hatalmas előnye, bármely más vele együtt küldött egység függetlenül az eredeti sebességétől, a lovag sebességével halad, ami megegyezik a könnyűlovas sebességével. Tapasztalata folyamatosan növekszik, időnként véletlenszerűen kap egy fegyvert. Idővel az összes fegyver a játékos birtokában lehet, akár harcolunk a lovaggal, akár nem, de harc esetén gyorsabban növekszik a tapasztalata. Egyszerre csak egy fegyvert használhat, de ezt bármikor cserélni lehet, még akkor is, ha úton van. A lovag szabadon elnevezhető. Egyes világokban nem elérhető.
Megszerezhető fegyverek
- Guan Yu alabárdja: Megnöveli a lándzsás egységek támadó értékét 30%-kal és a védekező értékét 20%-kal.
- Paracelsus hosszúkardja: Megnöveli a(z) kardforgató egységek támadó értékét 40%-kal és a védekező értékét 30%-kal.
- Thogard harci fejszéje: Megnöveli baltás egységek támadó értékét 40%-kal és a védekező értékét 30%-kal.
- Nimród (sima) íja: Megnöveli (gyalogos)íjász egységek támadó értékét 30%-kal és a védekező értékét 20%-kal.
- Kalid távcsöve: A felderítők mindig látják a falvak csapatait, azokat is, amelyek nincsenek épp a faluban.
- Mieszko lándzsája: Megnöveli a könnyűlovas támadóerejét 30%-kal és a védelmét 20%-kal
- Nimrod harci íja: Megnöveli a lovasíjász egységek támadó értékét 30%-kal és a védekező értékét 20%-kal.
- Baptiste lobogója: Megnöveli a nehézlovas egységek támadó értékét 30%-kal és a védekező értékét 20%-kal.
- Carol buzogánya: Növeli a faltörő kosok által okozott rombolás mértékét 100%-kal.
- Alethia fáklyája: 100%-kal megnöveli a katapultok romboló erejét, védekező értéküket pedig tízszeresére emeli.
- Vasco jogara: A főnemes az idegen falu hűségét legalább 30-cal csökkenti. Növeli továbbá a főnemes támadó értékét 30%-kal és a védekező értékét 20%-kal.

## A játék története
A Klánháború a Die Stämme német nyelvű játék magyarított verziója. Több nyelven is megtalálható az interneten, például az angol Tribalwars már 36 Világon játszható. 2008 május elején indult Magyarországon a Világ 1. Bizonyos időközönként új világokat indítanak, valamint a régi szervereket lezárják, ezekre már nem lehet regisztrálni. A világok játékmenete nagy vonalakban azonos, de kisebb technikai és játékmenetbeli különbségek vannak köztük. Az egyik legmeghatározóbb különbség a sebesség, ezek mellett néhány épületben, egységben is vannak kisebb eltérések. Ez igaz mind a magyar, és más országokban is futó szerverekre.
A játék készítői folyamatosan fejlesztik a programot, néhány változtatás erősen befolyásolja a világokra jellemző stratégiát is, klánszinten, és egyéni játékosként is. Ilyen például a templom, vagy a hadi tábor. Régebben futó világokban ekkora változásokat nem eszközölnek, az újabb világokban már kezdéskor a játék része.

## Külső hivatkozások
- Szabályok
- A Tribal Wars honlapja
- A magyar játék